# Оксигенотерапія
Оксигенотерапія (киснева терапія, додатковий кисень) — це застосування кисню для лікування.

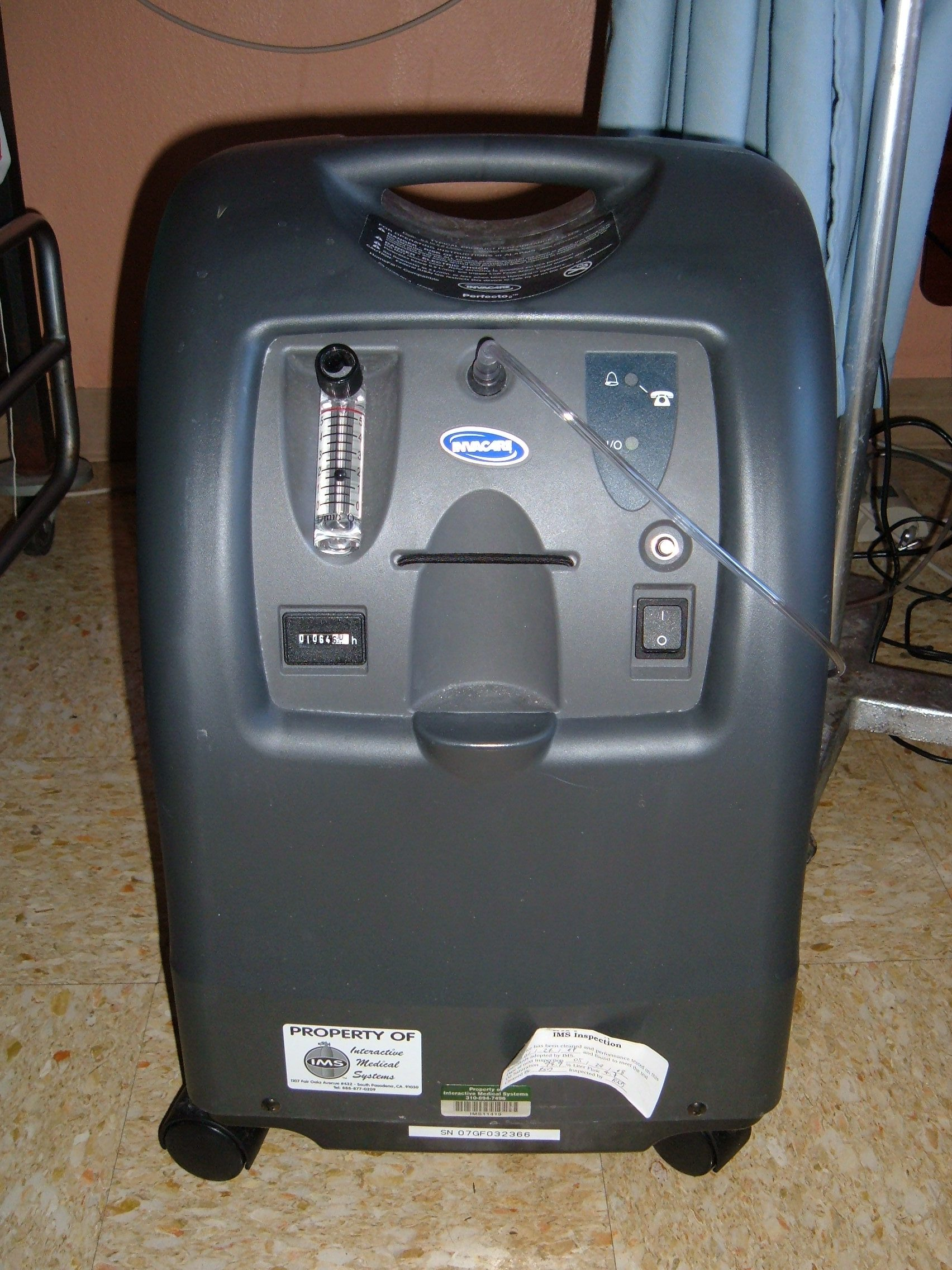
Побутовий кисневий концентратор із зволоженням

Її використовують при гіпоксії, отруєнні чадним газом, кластерному головному болю, а також для підримання достатнього постачання кисню при вживанні інгаляційних анестетиків. Довготривале вживання кисню часто корисне у пацієнтів з хронічною гіпоксією, наприклад при тяжких формах ХОЗЛ або муковісцидозу.
Особливий вид оксигенотерапії — гіпербарична окисгенація, що є обовя'зковою складовою гіпербаричної медицини.

## Показання
Питання про необхідність оксигенотерапії у хворих на ХОЗЛ вирішується з урахуванням ступеня тяжкості захворювання, вираженості клінічних симптомів, повноцінності та ефективності базисної терапії, ступеня легеневої недостатності та кисневого балансу крові. 
Абсолютні показання (для довготривалої малопотічної оксигенотерапії):
- Загострення БА при {\displaystyle {\ce {SaO_2}}}<95%[3]
- {\displaystyle {\ce {PaO_2}}}<55 мм рт.ст. або {\displaystyle {\ce {SaO_2}}}<88% з/без гіперкапнії;
- {\displaystyle {\ce {PaO_2}}} 55–60 мм рт. ст., або {\displaystyle {\ce {SaO_2}}} 89 % у разі наявності легеневої гіпертензії, периферійних набряків унаслідок серцево-судинної недостатності або поліцитемії (стресової) (Ht>55%).[4]

## Постачання
Постачання кисню може проводитись різними методами, наприклад: централізовано чи локально — за допомогою концентраторів, кисневих балонів (стиснутий або зріджений кисень), кисневих генераторів; через системи трубопроводів та кінцевого підведення.
Також важливими є швидкість подачі кисню, його зволоження та підігрів.
Швидкість визначають у літрах за хвилину (л/хв) і «типовою» є швидкість від 0 до 5 л/хв.

## Подача

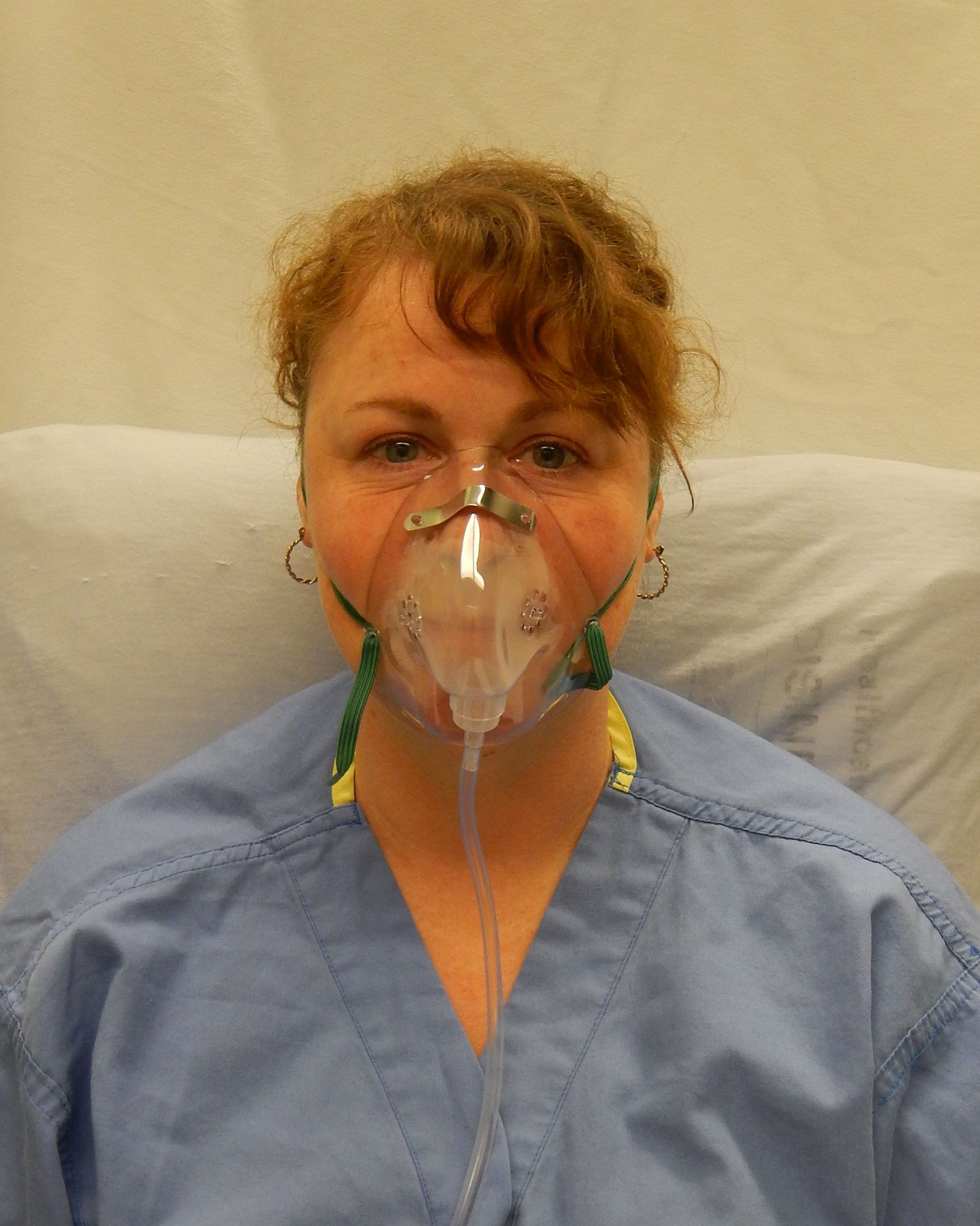
Проста маска на обличі, для подачі газових дихальних сумішей пацієнту

Подачу кисню в організм здійснюють через:
- маски:
  1. звичайна
  2. напівреверсивна
  3. нереверсивна
  4. з клапанами, регуляторами
- носовий катетер (носову канюлю)
- шолом, «палатка», камера (зокрема портативна) гіпербаричної оксигенації.[5][6]
- «їстівна пінка» (синглетно-киснева суміш)[7][8]